# Évian Resort
L’Évian Resort est un complexe hôtelier situé à Évian-les-Bains en Haute-Savoie.
Installé sur la rive française du lac Léman et au cœur d’un parc de plus de 19 hectares, il est constitué de l'Hôtel Royal 5 étoiles Palace et d'un restaurant étoilé Les Fresques, de l’Hôtel Ermitage, demeure de famille 4 étoiles, 2 spas, les Thermes d’Évian, un parcours de golf 18 trous et son centre d’entraînement, un club enfants, une salle de spectacle la Grange au Lac et le Casino d’Évian. L’Evian Resort accueille des événements d’envergure internationale tout au long de l’année comme le tournoi Majeur de l’Evian Championship ou encore les Rencontres musicales d'Évian.

## Les hôtels

### L'hôtel Royal
Inauguré en 1909 et dédié au Roi d'Angleterre Edouard VII, l'hôtel Royal surplombe Évian-les-Bains et le Lac Léman au sein d'un parc de dix-neuf hectares. Il reçoit sa cinquième étoile en 2009. L'hôtel comprend cent cinquante chambres et suites, le Spa Evian Source, trois restaurants et un bar. Membre de la marque The Leading Hotels of the World, l'Hôtel Royal a fait l'objet d'une rénovation importante en 2015. Les travaux ont été confiés à François Châtillon, architecte en chef des monuments historiques, et à l'architecte d'intérieur François Champsaur.

### L'hôtel Ermitage
Entièrement rénové en 2010, l'hôtel Ermitage est un établissement 4 étoiles comprenant quatre-vingts chambres et suites, le Spa Quatre Terres, deux restaurants et un bar.
Depuis 2012, l'établissement reçoit le label Earth Check, programme de certification écologique dans le domaine du tourisme et des voyages.

## Les activités

### Les Thermes Evian
Espace thermal proposant soins de bien-être et cures médicalisées à base d'eau minérale naturelle Évian.

#### Histoire
C’est en 1789, que le Comte de Laizer, homme de science, découvre les vertus de l’eau minérale evian®. L’eau est alors essentiellement consommée en boisson, pour des cures de diurèse. L’histoire des Thermes d’evian® et de la cure thermale commence à « La Belle Epoque », lorsqu’un premier établissement thermal ouvre ses portes en 1824, dans l’actuel Palais Lumière d’Evian, devenu aujourd’hui un lieu d’expositions.
« Prendre les eaux » à Evian-les-Bains est alors pour la bourgeoisie européenne un plaisir très en vogue.
Depuis cette époque, les Thermes d’evian® n’ont cessé d’affiner les protocoles de cures et soins thermaux afin de les ouvrir au service du bien-être.
En 1984, les Thermes d’evian® s’installent à l’endroit que l’on connaît aujourd’hui, avant d’être totalement rénovés en 2012, afin d’offrir des équipements de dernière génération et des installations plus confortables et plus chaleureuses.
Aujourd’hui, les Thermes d’evian® s’attachent à offrir à tous ceux qui souhaitent se ressourcer et protéger leur capital santé de façon durable et naturelle de venir puiser à la source même ses bienfaits thérapeutiques, reconnus par l’Académie nationale de médecine, à travers une large carte de soins d’hydrothérapie, de beauté et de bien-être.

### Le Casino d'Evian
À la suite du succès rencontré par une maison de jeux installée en 1873 dans un chalet à la sortie d’Evian, la municipalité étudie un projet de création de Casino. Pour créer ce Casino, le maire, monsieur le Baron Louis Ennemont de Blonay, fait don de son château à la ville en 1877. Le mythe du tapis vert est né. La fin du XIXe siècle est marquée par l’Âge d’or du thermalisme, et la ville d’Évian, rebaptisée Évian-les-Bains en 1864 après l’annexion de la Savoie à la France, est en pleine effervescence. Lieu de villégiature à la mode, la station thermale est fréquentée par une clientèle aristocratique internationale qui vient prendre les eaux. Pour divertir cette population mondaine, de nombreuses distractions sont organisées : théâtre, concerts, jeux de table, feux d’artifice… La création du casino s’inscrit dans un vaste programme d’aménagement, impulsé par la Société des Eaux d’Évian : construction de l’établissement thermal et de palaces luxueux, aménagement du Royal Golf Club Évian, prolongation de la voie ferrée et ouverture de la gare, aménagement des quais et du port…
À la fin des années 1870, le Baron de Blonay, alors maire de la ville d’Évian, lègue à la municipalité son château familial, aux fins d’établir une « maison de jeu » digne de ce nom. La bâtisse seigneuriale, dotée d’une puissante tour carrée à front de quai, occupe une des plus belles situations en bordure du lac. Dans l’esprit du baron, le nouvel établissement remplacera le casino de fortune, logé jusque-là dans un chalet à la sortie de la ville, et éclipsera le modeste casino d’Amphion-les-Bains. Du jardin, un nouvel escalier à double rampe, surmonté d’une marquise, conduit aux salons : salon de conversation, salle des petits chevaux, cercle des étrangers, salon des dames, salon de correspondance et de lecture.
À ce premier maillon s’ajoutera un théâtre en 1884, relié au casino d’Évian par une passerelle métallique vitrée.
Les projets se multiplient autour du casino, qui, à partir de 1892, est géré par la Société des Eaux d’Évian. En 1894, après avoir remporté le concours du palais de Rumine à Lausanne, le Lyonnais Gaspard André fournit des projets pour un casino et un institut d’hydrothérapie. Ses propositions ne seront pas retenues.
L’intervention majeure reste à faire. Elle revient à l’architecte Jean-Albert Hébrard, également maître d’œuvre de la buvette Cachat (1903) et de l’hôtel Royal Évian (1909), qui reconstruit dès 1911 le cœur de ce casino fait de bric et de broc.
À la demande de la Société du Casino, constituée en 1909, il confère au nouveau bâtiment cette physionomie de grosse pièce montée byzantine qu’on lui connaît aujourd’hui. Toute de béton armé, la double calotte du dôme épanoui de la rotonde centrale remplace l’ancien château de Blonay et vient s’immiscer entre le théâtre et le restaurant.
Si bien que soudain, dans son parcours de villégiature lémanique, le touriste se trouve confronté à un morceau d’orientalisme, évoquant la Sainte Sophie d’Istanbul.
De nos jours, le Casino d’Evian possède 234 machines à sous (dont vidéo poker, machines à rouleaux…), 18 roulettes électroniques, 10 jeux de table (roulette française et roulette anglaise, black jack, Ultimate Texas Hold’em Poker) et 5 bars et restaurants. Des salons privatifs sont mis à la disposition des clients pour des séminaires, mariages, cocktails dînatoires et autres évènements.

### L'Evian Resort Golf Club
Inauguré en 1904, ce parcours de golf 18 trous (Par 72) accueille chaque année The Evian Championship, le premier tournoi majeur féminin d'Europe continentale, depuis sa première édition en 1994. Entièrement rénové en 2013, le parcours offre une nouvelle façon de jouer tout en conservant une forte signature "à la française". Tous les greens ont été modifiés tandis que cinq trous ont été complètement transformés afin de créer un parcours de très haut niveau.

### L'Academy
Lieu d'apprentissage, d'entraînement et de perfectionnement golfique certifié Leadbetter mêlant différents niveaux de difficulté, avec huit modules d'entraînement et un parcours 6 trous.

### «Sport & Culture» et Kid's
Commun aux deux hôtels, le service Sport & Culture organise des activités culturelles et sportives pour les clients. Pour les familles, le Kid's Resort accueille les enfants de trois mois à douze ans.